# 尾道市立栗原中学校
尾道市立栗原中学校（おのみちしりつ くりはらちゅうがっこう）は、広島県尾道市にある公立の中学校。通称として地元の人々には「栗中（くりちゅう）」と呼ばれている。プールは設置されておらず水泳の授業は行っていない。

## 沿革
- 1947年（昭和22年）4月 - 現在の尾道市立栗原小学校の地に開校
  - 1947年（昭和22年）4月1日 - 学制改革（六・三制）により、旧・栗原国民学校の初等科は「尾道市立栗原小学校」（現校名）とされ、修業年限を6年。旧・栗原国民学校の高等科は青年学校の普通科と統合され尾道市立栗原中学校（新制中学校）となる。修業年限は3年とされた。栗原中学校の校舎が完成するまでの間、小学校校舎を貸与。
- 1949年（昭和24年）5月　-　旧尾道市立高等女学校（広島県立尾道東高等学校の前身校）の地に移転（現在の尾道市医師会）。尾道市立高等女学校の校舎を再利用した。
- 1969年（昭和44年）3月 - 新校舎１期工事・鉄筋コンクリート造
- 1970年（昭和45年）1月 - 新校舎２期工事
- 1970年（昭和45年）3月 - 現在地（尾道市東則末町9番53号）に移転
- 1971年3月 - 新校舎３期工事・鉄筋コンクリート造
- 1972年3月 - 体育館完成

## 通学区域
尾道市立栗原小学校、尾道市立栗原北小学校の校区。

## 著名な出身者
（五十音順）
- 青山高治（アナウンサー） - RCC中国放送、広島修道大学卒業
- 塩出翔太（陸上競技選手） - 青山学院大学在学中
- 細谷佳正（声優） - 東京アナウンス学院卒業
- 吉川響      (陸上競技選手)    -明治大学在学中